# Газзаев, Алексей Парсаданович
Алексей Парсаданович Газзаев (осет. Гæззаты Парсаданы фырт Алыксийыл, 1904—?) — советский хозяйственный, государственный и политический деятель.

## Биография
Родился в 1904 году. Член ВКП(б) с 1925 года.
С 1925 года — на хозяйственной, общественной и политической работе. В 1925—1952 гг. — учитель, студент Всесоюзного индустриально-педагогического института, на Подольском машиностроительном заводе имени С. Орджоникидзе, секретарь комитета ВКП(б) Подольского машзавода, ответственный организатор ЦК ВКП(б), 2-й секретарь Северо-Осетинского областного комитета ВКП(б), председатель Совета Народных Комиссаров/Совета Министров Северо-Осетинской АССР.
Избирался депутатом Верховного Совета СССР 2-го и 3-го созывов.